# Davis Knoll
Der Davis Knoll ist ein 2210 m hoher und teilweise vereister Hügel im Australischen Antarktisterritorium. Er ragt 10 km nördlich des Mount Ester am Kopfende des Lucy-Gletschers auf.
Der United States Geological Survey kartierte ihn anhand eigener Tellurometervermessungen und Luftaufnahmen der United States Navy aus den Jahren von 1960 bis 1962. Das Advisory Committee on Antarctic Names benannte ihn 1966 nach Thomas C. Davis Jr., Geologe des United States Antarctic Research Program auf der McMurdo-Station von 1961 bis 1962.